# McClintock-Kanal
Der McClintock-Kanal (englisch M'Clintock Channel) ist ein Ausläufer des Arktischen Ozeans im kanadischen Territorium Nunavut.
Er liegt im kanadisch-arktischen Archipel, zwischen der Victoria-Insel und der Prince-of-Wales-Insel. Der Kanal ist 274 km lang sowie 105 bis 209 km breit und verbindet den Viscount-Melville-Sund im Norden mit dem Larsensund im Süden.
Benannt wurde die Meeresstraße nach dem Polarforscher Francis McClintock und gehörte zum ehemaligen Franklin-Distrikt.